# Volksbank Stormarn
Die Volksbank Stormarn eG war eine Genossenschaftsbank und hatte ihren Sitz in Bad Oldesloe. Das Institut ging in der Volksbank Vierlanden Bergedorf Stormarn auf.
Mit einer Bilanzsumme von rund 577 Mio. Euro gehörte die Volksbank Stormarn eG zu den größeren Volksbanken in Schleswig-Holstein. Eigentümer der Bank waren die 8.287 Mitglieder der Genossenschaft.
Als eingetragene Genossenschaft (eG) war die Volksbank dem Genossenschaftsverband und dem Bundesverband der Deutschen Volksbanken und Raiffeisenbanken (BVR) angehörig.

## Geschichte
1954 wurde die Volksbank Bergedorf eGmbH bei der Gründungsversammlung im Gasthof Heinrich Olff von Bergedorfer Geschäftsleuten gegründet und noch im selben Jahr die ersten Geschäftsräume am Mohnhof 14 in Hamburg-Bergedorf eröffnet. 1955 folgte die erste Filiale am Lohbrügger Markt. 1956 erwarb die Genossenschaft das Grundstück Sachsentor 55 in Hamburg-Bergedorf, welches zeitweilig als Zentrale der Bank genutzt wurde und – zusammen mit dem später hinzugekauften Nachbargrundstück Nr. 57 – noch heute als Standort der Bergedorfer Geschäftsstelle dient. Weitere Geschäftsstellen wurden in Reinbek (1958), Trittau (1961) und Glinde (1964) eröffnet. 1987 folgte die erste Fusion mit der Volksbank eG Bad Oldesloe, in dessen Folge die Geschäftsstellen in Bad Oldesloe und Reinfeld (Holstein) hinzu kamen. Der Zusammenschluss mit der Raiffeisenbank Ochsenwerder im Jahre 1989 erweiterte das Geschäftsstellennetz erneut. 1990 gründete die Volksbank Stormarn eG zunächst ihr erstes Tochterunternehmen, die G&H Vermögensverwaltung GmbH. Im Jahre 1992 kam die WVB Immobilien GmbH hinzu. Der Zusammenschluss der Volksbank Stormarn eG mit der Raiffeisenbank eG, Bad Oldesloe in 2003 war die letzte Fusion des als Universalbank tätigen Kreditinstitutes. 2012 gründete die Volksbank Stormarn eG eine offizielle Zweigniederlassung unter der Firmierung Volksbank Bergedorf, um die regionale Verbundenheit zum Gründungsstandort zu untermauern.
Im Herbst 2017 sind die Vorstände der Volksbank Stormarn eG und der Vierländer Volksbank eG mit Sitz in Hamburg in Gespräche über einen Zusammenschluss getreten. Die auf den 1. Januar 2018 rückwirkende Fusion beider Banken wurde auf den Vertreterversammlungen am 16. und 17. Mai 2018 einstimmig beschlossen. Die Verschmelzung zur Volksbank eG, VBS (Vierlanden Bergedorf Stormarn) wurde am 7. September 2018 eingetragen. Die technische Fusion beider Häuser erfolgte am 15. September 2018.

## Tochtergesellschaften & Beteiligungen
- G & H Vermögensverwaltung GmbH
- WVB Immobilien GmbH

## Geschäftsgebiet
Die Bank verfügte über insgesamt 11 Geschäftsstellen in Hamburg (zwei Geschäftsstellen der Zweigniederlassung Volksbank Bergedorf), im Kreis Stormarn (sieben Geschäftsstellen) und im Kreis Segeberg (zwei Geschäftsstellen). Das Geschäftsgebiet erstreckte sich vom südöstlichen Hamburger Stadtgebiet über die Kreise Stormarn und Segeberg bis kurz vor Lübeck.

## Soziales Engagement
Die Volksbank Stormarn eG förderte regionale Projekte wie Sportvereine, Jugendfeuerwehren, Freizeiteinrichtungen und Kindergruppen.
Seit 2016 betrieb die Volksbank Stormarn eG zudem eine für diese Gruppen nutzbare Crowdfunding-Plattform. Auf der Crowdfunding-Plattform konnten als gemeinnützig anerkannte Vereine und Organisationen aus dem Geschäftsgebiet der Bank für ihre eigenen Projekte Spenden einsammeln. Die eingesammelten Spenden wurden von der Volksbank aus einem Spendentopf zusätzlich gefördert.
An den folgenden Engagements beteiligte sich die Volksbank Stormarn eG gezielt:

### Bürgerpreis Bergedorf
Gemeinsam mit der Bergedorfer Zeitung verlieh die Volksbank Stormarn eG seit 1999 jährlich den Bürgerpreis Bergedorf für außerordentliche Leistungen im Ehrenamt zum Wohle Anderer.

### Sterne des Sports
Ebenfalls jährlich schrieb die Volksbank Stormarn eG mit anderen teilnehmenden Genossenschaftsbanken und dem Deutschen Olympischen Sportbund die Sterne des Sports aus, bei denen regional tätige Vereine für besondere Ideen und Leistungen für ihr Engagement geehrt werden. Größter Erfolg in diesem Wettbewerb war die Prämierung des Hoisbütteler Sportvereins von 1955 e. V. im Januar 2013 in Berlin. Der Verein hatte sich im Jahr 2012 mit seinem Projekt „Integrationssport/ Inklusionssport - Sport für Alle“ auf die Sterne des Sports bei der Volksbank Stormarn eG beworben und sich mit Erfolgen auf regionaler sowie Landesebene für das Bundesfinale qualifiziert.

### Jugend creativ
Bei dem seit den 1970er Jahren stattfindenden internationalen Jugendwettbewerb jugend creativ der Volksbanken und Raiffeisenbanken bot die Volksbank Stormarn eG jungen Künstlern die Möglichkeit der Teilnahme. Größter Erfolg in diesem Wettbewerb war die Einreichung einer Bewerbung, die den Sieg auf Bundesebene in der Altersgruppe 2 (1. bis 4. Klassenstufe) im Jahr 2012 erzielte.

### Gabriele-Karola und Martin Hill-Stiftung
Die Volksbank Stormarn eG unterstützte diese Stiftung, die hilft, dass eine Ausbildung nicht an wirtschaftlichen Verhältnissen, der Herkunft oder den aktuellen Zeugnissen eines jungen Menschen scheitert. Die Stiftung wurde von einem früheren Vorstandsmitglied der damaligen Volksbank Bergedorf und dessen Ehefrau gegründet.

## Verbundpartner
Die Volksbank Stormarn eG gehörte zur genossenschaftlichen FinanzGruppe der Volksbanken und Raiffeisenbanken. Sie arbeitete mit folgenden Verbundunternehmen zusammen:
- Bausparkasse Schwäbisch Hall AG
- R+V Versicherung AG
- Union Investment AG
- Team Bank AG
- DZ Bank AG
- DZ Privatbank AG
- Münchener Hypothekenbank eG
- DZ Hyp
- VR-Leasing AG
- VR Payment GmbH
- R+V 24
- ReiseBank AG
- Fiducia & GAD IT AG (genossenschaftlicher IT-Dienstleister)
- VR-NetWorld GmbH